# Pomnik Johanna Friedricha Knorra
Pomnik Johanna Friedricha Knorra (niem. Johann Friedrich Knorr Denkmal) – częściowo zachowany pomnik wzniesiony w Parku Juliusza Słowackiego we Wrocławiu.
Pomnik ku czci architekta Johanna Friedricha Knorra, zaprojektowany przez Karla Lüdecke w formie neogotyckiej kapliczki na postumencie, otoczonym niewielkim basenem. W postumencie osadzona była metalowa głowa lwa, z której do basenu spływała woda. Górna część pomnika ozdobiona była płaskorzeźbą głowy Knorra autorstwa rzeźbiarza Alberta Rachnera. Pomnik był odsłonięty w 1878 r. W 1945 r. usunięto górną część pomnika, a postument z basenem stopniowo niszczał aż do roku 2017, kiedy wyremontowano go (odtworzono też głowę lwa), przywracając mu funkcję fontanny.